# Naxos (Gerät)
Naxos war der Deckname eines von der Kriegsmarine im Zweiten Weltkrieg eingesetzten Funkmessbeobachtungsgeräts (FuMB), wie die Wehrmacht Radardetektoren damals nannte. Die genaue Typbezeichnung war Fu MB 7, häufig geschrieben als FuMB 7. Die Luftwaffe verwendete das gleiche Gerät unter der Typbezeichnung FuG 350.
Das Gerät wurde von der Firma Telefunken produziert und ab Herbst 1943 von der Luftwaffe an Bord von Nachtjägern eingesetzt, um alliierte Bomber anhand der Ausstrahlungen ihrer H2S-Zentimeterwellen-Radargeräte aufzuspüren. Die Kriegsmarine setzte es auf U‑Booten als Warnempfänger gegen angreifende U‑Boot-Jagdflugzeuge ein.
Als Namensstifterin diente, wie auch bei vielen anderen Funkmessbeobachtungsgeräten der Wehrmacht, wie beispielsweise FuMB 4 Samos oder FuMB 11 Korfu, eine griechische Insel.

## Hintergrund
Während des Zweiten Weltkriegs praktizierte Großbritannien die Strategie eines Flächenbombardements deutscher Großstädte, um auf diese Weise den Durchhaltewillen der Bevölkerung zu brechen und einen politischen Umsturz herbeizuführen (morale bombing). Da die Royal Air Force keine Langstreckenbegleitjäger für Tageinsätze besaß, verblieb nur die Möglichkeit, Nachtangriffe zu fliegen, um auf diese Weise die eigenen Flugzeugverluste in erträglichem Rahmen zu halten. Die anfänglichen Trefferquoten dieser Nachtangriffe waren jedoch äußerst schlecht, teilweise wurde noch nicht einmal das richtige Ziel gefunden. Angesichts der geringen Erfolgsquote entwickelte Großbritannien im Laufe des Kriegs neuere und genauere Navigationsverfahren. Hierzu wurden neben Peilverfahren mit stationären Sendern in Großbritannien (Oboe und GEE-Navigation) auch direkt in den Bombern installierte Bordradargeräte eingesetzt (H2S‑Gerät).
Deutscherseits wurden wegen der empfindlichen Verluste unter der Zivilbevölkerung und der enormen Sachschäden, welche die britischen Nachtangriffe verursachten, große Anstrengungen unternommen, um die angreifenden Bomber auszuschalten. Neben einer ständigen Verstärkung der Heimat-Flak wurden auch Nachtjagdverbände aufgebaut und mitunter sogar Tagjäger im sogenannten Wilde-Sau-Verfahren eingesetzt. Die augenscheinlich erfolgreichste Verteidigungsmethode wurde in Form der eigenen Nachtjäger (z. B. Bf 110, He 219) gesehen. Analog zu den britischen Nachtbombern standen nun auch die deutschen Nachtjäger vor dem Problem, dass sie ihre Ziele (in diesem Fall die Feindbomber) anfangs bei Nacht kaum finden konnten. Deshalb wurden radarbasierende Ortungsverfahren entwickelt. Einige dieser Ortungsverfahren fußten darauf, selbst Radarimpulse auszustrahlen und anhand der reflektierten Impulse das gegnerische Flugzeug zu finden, nicht so das Naxos-Gerät.

## Funktionsweise

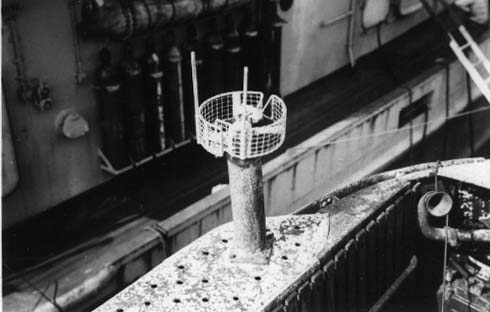
Rundempfangsantenne Bali für Radar-Detektor Naxos an Bord U‑505

Die Funktionsweise des Naxos basierte nicht auf dem klassischen Radarprinzip, das auf der Ausstrahlung eigener Radarsignale und den Empfang der reflektierten Impulse beruht. Stattdessen fing das Naxos die Radarimpulse der britischen H2S-Geräte auf und unterstützte so den Zielanflug der Abfangjäger. Der Empfang der Signale erfolgte auf 2500 bis 3750 MHz entsprechend 12 bis 8 cm Wellenlänge. Die Frequenz des ohne Wissen der Deutschen entwickelten neuesten alliierten Radargerätes, das mit einer Wellenlänge von 3 cm arbeitete, also einer Frequenz von 10 GHz, wurde nicht erfasst.
Die Reichweite betrug etwa 50 km. Das Gerät war als Stielstrahlerantenne ausgeführt und auf dem Flugzeugrücken installiert. Nur der Seitenwinkel war messbar, eine Entfernungs- oder Höhenbestimmung war nicht möglich. Insgesamt wurden 25 Versionen entwickelt. Eine in relativ großen Stückzahlen eingesetzte Variante war das Naxos ZR, die auch ein Rückwärtswarngerät mit im Rumpfheck eingebauter Antenne einschloss, jedoch nur bei der Ju 88 eingesetzt wurde. Von der Basisversion Z und der ZR wurden zusammen 700 Stück eingesetzt. Die Ortungsgenauigkeit war bei allen Versionen relativ gering.

## Entwicklung bei der U‑Boot-Waffe
Nachdem der Befehlshaber der U‑Boote (BdU) erst im Juni 1943 von dem im Februar des Jahres abgeschossenen Bomber mit dem als Rotterdam-Gerät bezeichneten Dezimeterwellenradar erfahren hatte, begannen hektische Gegenmaßnahmen. Der für diesen Wellenlängenbereich passende Naxos-Empfänger wurde von der Luftwaffe als Naxos U übernommen und zusammen mit der bereits vorhandenen druckfesten Bali-Antenne erprobt – allerdings ohne jeglichen Erfolg, da diese im Dezimeter-Bereich fast völlig unempfindlich war. Dies führte zu weiteren Spekulationen über alliierte Ortungsverfahren und damit zu weiteren Verzögerungen.
Erst im September 1943 wurde das Naxos als Naxos I erneut eingesetzt, diesmal mit einer neuen Behelfsantenne FuMBAnt11 Finger. Auch diese erwies sich mit einer Reichweite von 5 bis 8 km als nahezu untauglich, weshalb erneut eine neue Empfangsantenne entwickelt werden musste. Diese stand endlich ab Februar 1944 in Form einer Schrägdipolantenne mit Parabolspiegel, genannt FuMBAnt24 Cuba I Fliege zur Verfügung und erwies sich in Kombination mit dem Naxos-Empfänger als sehr wirksames Gegenmittel zum alliierten Dezimeterwellen-Radar H2S mit einer Reichweite von 10 bis 20 km. Diese Kombination hieß Naxos Ia.

## Gegenmaßnahmen
Die einfachste taktische Gegenmaßnahme war das Ausschalten der eigenen H2S-Geräte nach einer Ortung. Als technische Gegenmaßnahme auf britischer Seite wurde außerdem der Einsatz neuer Radargeräte mit noch geringerer Wellenlänge im Zentimeterbereich gefordert.
Wie schon beim Dezimeterwellenradar H2S wurde auch beim neuen Zentimeterwellenradar des Typs H2X mit etwa 3 cm Wellenlänge das Bomber Command bevorzugt ausgestattet. Doch wurde immerhin mit dem ASV MkVI ein moderneres Gerät an das Coastal Command geliefert, welches unter anderem über einen Regler für die Sendestärke verfügte, um damit den Gegner zu täuschen.
Ob das Nachfolgegerät, das britische 3-cm-Radar ASV Mk VII, tatsächlich noch eingesetzt wurde, ist nach Quellenlage unklar. Die Amerikaner hingegen setzten ihr AN/APS15 und dessen Nachfolger APS 20 definitiv ein. Von diesen Geräten, deutsche Bezeichnungen (nach ihren jeweiligen Fundorten): Meddo bzw. Wiesbaden  erhielt die deutsche Seite früh Kenntnis und verfügte zudem mit dem Hornstrahler Mücke in Kombination mit dem Naxos-Empfänger von Anfang an über ein wirksames Gegenmittel.

## Weiterentwicklung
Da das Naxos nur relativ grob den Standort des feindlichen Radargeräts angeben konnte, wurde versucht, eine präzisere Variante zu entwickeln. Als Bodenempfänger existierte bereits ein Gerät mit der Bezeichnung Korfu, das die geforderte Genauigkeit besaß. Eine Variante hiervon wurde versuchsweise unter der Bezeichnung FuG 351 Korfu‑Z erprobt. Sie ist aber wahrscheinlich nicht zum Einsatz gekommen.
Von der Kriegsmarine wurde die Verkleinerung der Wellenlänge der alliierten Radare vorausgesehen und daher wurde bereits zeitgleich mit der Fliege-Antenne der Hornstrahler Mücke (FuMBAnt25 Cuba II) für den Wellenlängenbereich 2 bis 4 cm entwickelt. Auch diese Antenne konnte mit dem Naxos-Empfänger verwendet werden. Die Kombination der Antennen Fliege und Mücke mit jeweils einem Naxos-Empfänger wurde schließlich FuMB26 Tunis genannt.